# César Jaroslavsky
Nahum César Jaroslavsky, conocido como el Chacho Jaroslavsky, (n. en Paraná, Provincia de Entre Ríos el 3 de mayo de 1928 - m. Buenos Aires, Argentina, el 7 de febrero de 2002) fue un dirigente político argentino, miembro de la Unión Cívica Radical, que se desempeñó como Presidente del Bloque de Diputados de la UCR.

## Biografía
César "Chacho" Jaroslavsky nació dn en Entre Ríos. En 1945 se afilió a la UCR pero él mismo recordaba que ese año concurrió el 17 de octubre a la Plaza de Mayo a reclamar la libertad de Juan D. Perón.
Fue presidente de la Juventud Radical de Entre Ríos (1948), fue nombrado director del Banco Central durante la dictadura autodenominada 
Revolución Libertadora (durante ocho meses en 1956), diputado provincial por la UCR del Pueblo en 1958-1962 y 1963-1966, en este último período presidió el bloque de diputados de su partido, que sin mayoría legislativa era oficialismo provincial con Carlos Raúl Contín como gobernador. Fundador del Movimiento de Renovación y Cambio en 1972 y en 1983 es elegido diputado nacional por su provincia y reelegido en 1987. Hombre de confianza del presidente radical Raúl Alfonsín, preside el bloque de la UCR de diputados durante todo el mandato de aquel y hasta 1991, en su libro Jaroslavsky cuenta que en un momento iba a ser el diputado Rabanal el presidente de bloque pero tras el apoyo del bloque a Chacho y tras una reunión con Alfonsín él fue elegido.
En 1991 presentó una lista de diputados nacionales por la Capital Federal para ayudar a Alfonsín en vez de presentarse por su provincia y tras no haber acuerdo con las listas de Fernando de la Rúa y Jesús Rodríguez debieron ir a internas dentro del partido la lista de De la Rúa logro 52.59%, la lista de J.Rodriguez (enfrentado a la
coordinadora) 28.26% y muy atrás la lista de Chacho Jaroslavsky quien además fue el candidato de la La Coordinadora) logrando solo el 17.43%, no logro poner ningún candidato en la boleta del radicalismo.
También fue Convencional Nacional Constituyente por la Ciudad de Buenos Aires (1994), y jefe de la campaña presidencial de la UCR de 1995 que llevó como candidato a Horacio Massaccesi.En los 89 José  Eliaschev denunció hostigamiento y censura de su parte: “Fui procesado por ‘ofensa al pudor público’. César Jaroslavsky (entonces titular del bloque radical de Diputados) pidió mi cabeza, lo mismo hizo el general Jorge Arguindegui (entonces jefe del Estado Mayor del Ejército). Los diarios La Nación y Clarín encabezaron la campaña contra el programa. Las autoridades de ATC me exigieron que invitara al programa siguiente a la Liga de Amas de Casa, ese tipo de entidades. Finalmente, en septiembre, levantaron el programa
Fue uno de los apoyos políticos más importantes de Raúl Alfonsín durante su presidencia (1983-1989) apoyó la aprobación del Tratado de Paz y Amistad con Chile, durante el alfonsinismo impulsó como jefe del bloque radical de la Cámara baja, las leyes de punto final y la ley de obediencia debida, la Ley de Defensa de la Democracia.